# Александар Станковић (генерал)
Александар Станковић – Аца (Грделица, 18. јул 1879 — Београд, 2. мај 1948) био је високи официр српске војске и дивизијски генерал југословенске војске. У периоду од 1936. до 1940. године био је командант Краљеве гарде.

## Биографија
Рођен 18. јула 1879. године у селу Грделици од оца Јована, првог председника Грделичке општине и мајке Стојанке. У нижу школу Војне академије 32. класа, ступио је по завршених 7 разреда гимназије у Лесковцу, Врању и Нишу. Вишу школу Војне академије завршио је са 16. класом. Након тога био је на годишњем одсуству у Берлину ради усавршавања језика и ради допуне општег образовања. По изласку из Ниже школе Војне академије распоређен је за водника 1901. године у Првом пешадијском пуку „Књаза Милоша“. Потом од 24. априла 1906. године био је водник у Пешадијској подофицирској школи, 16. Пешадијског пука у Стрељачкој чети школе гађања. Након завршене Више школе био је командант чете у 16. Пешадијском пуку, а по повратку из Берлина био је командант чете у Првом пешадијском пуку „Књаза Милоша“. Као такав ушао је у Први балкански рат учествујући у свим борбама свога пука, а потом у Други балкански рат 1913. године.
У Први светски рат полази као командант батаљона у Другом прекобројном пуку учествујући у бици на Церу, када је на Косанијском врху рањен 6. августа 1914. године. После три месеца, 30. новембра исте године у борбама при протеривању Аустријанаца бива опет рањен. По преласку Албаније, са Крфа, одлази за образовање и као командант батаљона у Четвртом добровољачком пуку учествује у борбама у Добруџи, 25. августа 1916. У општем метежу у Румунији спасава принцезу Марију, која као болничарка помаже Станковићу у лечењу, када је у борбама са Бугарима код села Кара Синана по трећи пут био рањен у главу и прса. Како се принцеза Марија после рата удала за краља Александра I Карађорђевића, Станковић се побратимио са краљевском породицом.
Након рата заузимао је положаје: команданта батаљона у 16. Пешадијском пуку и Првом пешадијском пуку, командантa Првог пешадијског пука, командантa Дринске пешадијске бригаде, командантa Дунавске дивизијске области као и на положају команданта Краљеве гарде. Са тог положаја је отишао у пензију.
Током Другог светског рата живео је повучено и није се мешао у политичка дешавања.
Преминуо је 2. маја 1948. године у Београду. Сахрањен је на Новом Гробљу у Београду.
Био је ожењен учитељицом Катарином кћерком Ђорђа Хаџи-Антића из Врања. У браку нису имали деце.

## Одликовања

### Домаћа одликовања
- Орден Карађорђеве звезде 4. реда
- Орден Карађорђеве звезде са мачевима 4. реда (два пута)
- Орден Белог орла 4. реда
- Орден Белог орла са мачевима 5. реда
- Орден Југословенске круне 2. и 3. реда
- Орден Светог Саве 1. реда
- Златна медаља за храброст
- Медаља за војничке врлине
- Споменице балканских ратова 1912—1913.
- Споменица Првог светског рата 1914—1918.
- Споменица Краља Петра I
- Албанска споменица

### Инострана одликовања
- Орден Михаила Храброг 3. реда, Румунија
- Орден Свете Ане са мачевима 3. реда, Русија
- Орден Светог Владимира са мачевима 4. реда, Русија
- Румунска споменица за рат 1916-1918, Румунија
- Ратни крст 1914—1918, Чехословачка

## Унапређење у чинове
| Каплар | Поднаредник | Наредник | Потпоручник     | Поручник          | Капетан Друге класе |
| ------ | ----------- | -------- | --------------- | ----------------- | ------------------- |
|        |             |          |                 |                   |                     |
| 1899.  | 1900.       | 1901.    | 2. август 1901. | 22. фебруар 1905. | ?                   |

| Капетан Прве класе | Мајор | Потпуковник | Пуковник          | Бригадни генерал | Дивизијски генерал |
| ------------------ | ----- | ----------- | ----------------- | ---------------- | ------------------ |
|                    |       |             |                   |                  |                    |
| 29. јун 1912.      | ?     | ?           | 14. октобар 1920. | 28. јуна 1927.   | 17. децембар 1932. |